# Trần Bạch Thu Hà
Trần Thu Hà tên khai sinh là Trần Bạch Thu Hà (ngày 12 tháng 11 năm 1949) là một nghệ sĩ nhân dân piano và nhà giáo nhân dân Việt Nam, từng là Giám đốc Nhạc viện Hà Nội.

## Tiểu sử
- Bà sinh tại Praha (Tiệp Khắc), nhưng quê nội tại xã Tùng Ảnh, Đức Thọ, Hà Tĩnh. Bà là con gái đầu lòng của NSND, nhà giáo nhân dân Thái Thị Liên và nhà cách mạng Trần Ngọc Danh (em ruột Tổng bí thư Trần Phú), là chị cùng mẹ khác cha với nghệ sĩ nhân dân Đặng Thái Sơn. Chồng bà là nghệ sĩ Trung Kiên.
- Năm 1951, bà theo bố mẹ về sống tại chiến khu Việt Bắc.
- Năm 1969, bà được tuyển chọn đi du học đại học ngành âm nhạc tại Kiev trong 6 năm.
- Sau 8 năm về nước làm việc, năm 1984 bà Hà lại được trở lại Liên Xô làm nghiên cứu sinh và nhận bằng Tiến sĩ Âm nhạc tại Nhạc viện Tchaikovski, Moskva.
- Tại Việt Nam, bà giảng dạy tại khoa Piano, Nhạc viện Hà Nội và đảm nhiệm các chức vụ: trưởng khoa, giám đốc Nhạc viện.

## Đóng góp
Hơn 30 năm kể từ khi tốt nghiệp đại học âm nhạc tại Liên Xô đến nay, Giáo sư Trần Thu Hà đã đóng góp to lớn cho sự phát triển nền âm nhạc Việt Nam nói chung và chuyên ngành piano nói riêng trên cả ba lĩnh vực công tác: đào tạo, biểu diễn và quản lý.
- Là một giáo sư đầu ngành Piano của Việt Nam bà đã tham gia giảng dạy đào tạo từ sơ cấp đến Tiến sĩ âm nhạc nhiều thế hệ nghệ sĩ tại Nhạc viện Hà nội, Nhạc viện Thành phố Hồ Chí Minh. Nhiều người đã trở thành những nghệ sĩ nổi tiếng như: Nguyễn Hoàng Phương, đoạt giải nhất cuộc thi tài năng trẻ dương cầm quốc tế năm 1999 tại Nhật Bản; Trần Thái Linh (piano) đoạt giải nhất đồng đội tại cuộc thi hòa tấu kèn - piano châu Á tổ chức tại Thái-lan năm 2005; Lưu Hồng Quang đoạt giải đặc biệt trong cuộc thi piano mang tên Chopin châu Á năm 2006 và giải 3 ở bảng C dành cho thí sinh lứa tuổi 16 đến 19 trong cuộc thi piano quốc tế tại Ý...Bà đã hướng dẫn thành công 2 người bảo vệ thành công Tiến sĩ âm nhạc, hiện nay bà đang hướng dẫn 3 nghiên cứu sinh và nhiều học viên cao học.
- Bà đã lãnh đạo Nhạc viện Hà Nội không ngừng vươn lên trở thành trung tâm đào tạo nổi tiếng trong khu vực đào tạo từ bậc sơ cấp tới bậc nghiên cứu sinh (tiến sĩ).
- Ngoài giảng dạy, đào tạo các tài năng âm nhạc piano, làm công tác quản lý tại Nhạc viện Hà Nội, Giáo sư Trần Thu Hà còn là nghệ sĩ piano của nhóm nhạc cổ điển "Ngũ tấu Hà Nội"- gồm 5 thành viên là các giáo sư, giảng viên Nhạc viện Hà Nội, được xem là một hiện tượng của âm nhạc Việt Nam đương đại.

## Danh hiệu
Bà được phong nhiều danh hiệu cao quý nhất do Nhà nước Việt Nam trao tặng như:
- Học hàm Phó giáo sư (1990), Giáo sư (2001)
- Nhà giáo Nhân dân
- Anh hùng Lao động thời kỳ đổi mới.
- Huân chương Lao động hạng nhất (2006), hạng Nhì.
- Giải thưởng phụ nữ Việt Nam (2003)

Ngoài ra bà còn là Giám đốc Nhạc viện Hà Nội, Đại biểu Quốc hội Việt Nam khóa XI.